# Грин Хејвен (Мериленд)
Грин Хејвен (енгл. Green Haven) град је у америчкој савезној држави Мериленд.

## Демографија
По попису из 2000. године број становника је 17.415.
| Група             | 2000.          | 2010.    |
| Белци             | 15.863 (91,1%) | 0 (0,0%) |
| Афроамериканци    | 760 (4,4%)     | 0 (0,0%) |
| Азијати           | 229 (1,3%)     | 0 (0,0%) |
| Хиспаноамериканци | 256 (1,5%)     | 0 (0,0%) |
| Укупно            | 17.415         | 0        |